# Ferdinand Pauwels
Pour les articles homonymes, voir Pauwels.
Ferdinand Pauwels, né le 13 avril 1830 à Ekeren, près d'Anvers, et mort le 26 mars 1904 à Dresde, est un peintre belge qui fait carrière dans le grand-duché de Saxe-Weimar-Eisenach et dans le royaume de Saxe.

## Biographie
Pauwels entre à l'âge de douze ans à l'école de l'académie royale des beaux-arts d'Anvers, où il est élève entre autres de Jules Dujardin et de Gustave Wappers, jusqu'en 1850. Son tableau Coriolan devant Rome remporte le prix de Rome belge en 1852. Grâce à la bourse ainsi obtenue, il séjourne à la villa Médicis, jusqu'en 1856. Il s'arrête à Dresde sur le chemin du retour, puis exerce comme artiste libre à Anvers.
Il est appelé en 1862 comme professeur à la nouvelle académie grand-ducale des beaux-arts de Weimar et y forme avec succès pendant dix ans de nombreux artistes, dont Max Liebermann. En même temps il continue son œuvre de peintre d'histoire, avec par exemple le cycle de Martin Luther qui représente sept fresques pour la Wartbourg.
Ferdinand Pauwels retourne en 1872 en Belgique, mais il est appelé quatre ans plus tard à l'académie des beaux-arts de Dresde, capitale du royaume de Saxe, où il termine sa carrière et sa vie.
Il peint à Dresde les fresques de l'auditorium de l'école princière Sainte-Afre de Meissen.

## Quelques œuvres

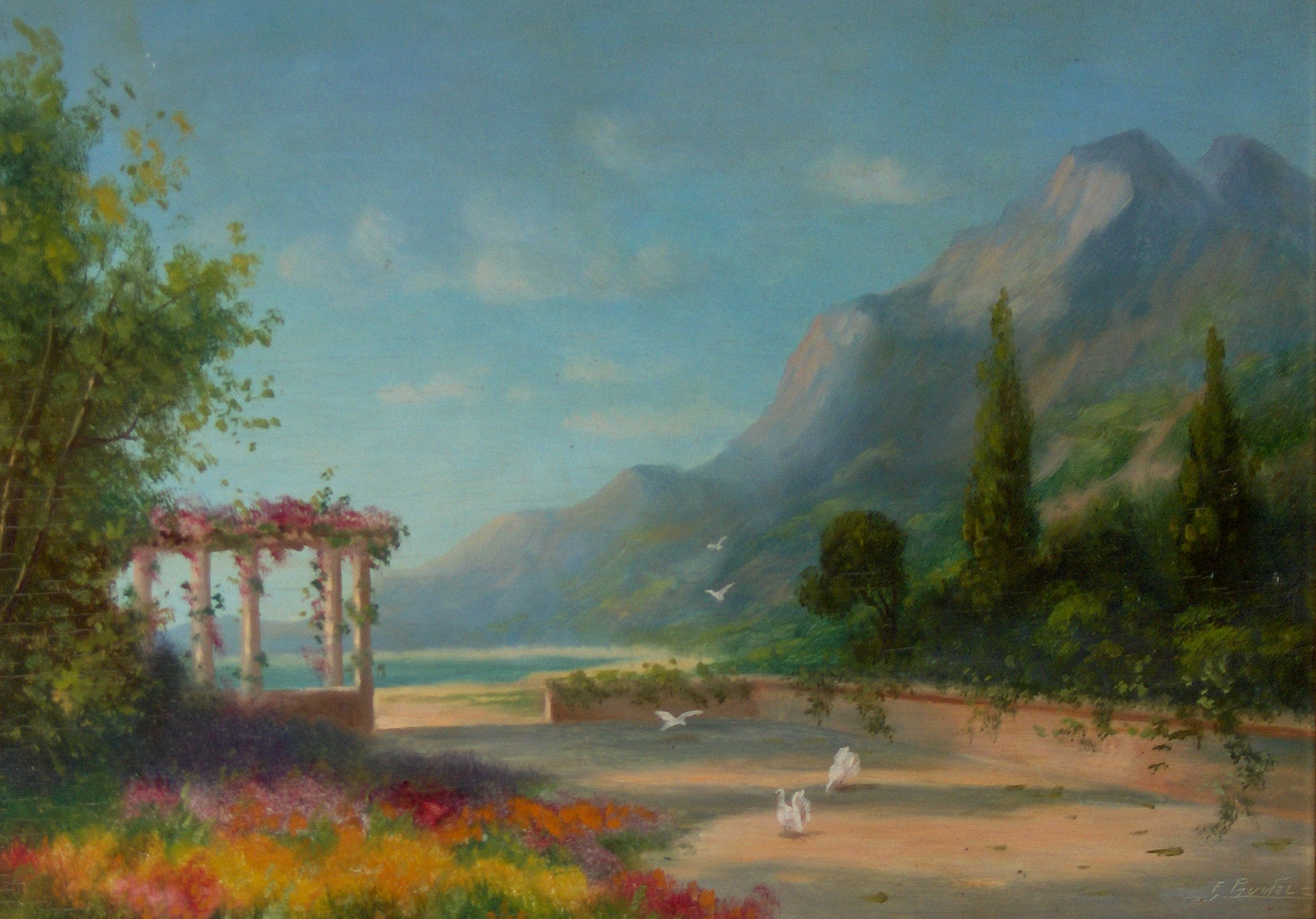
Paysage aux colombes (collection privée)

- L'Entrevue de Baudouin Ier et de sa fille Jeanne, 1851
- Coriolan devant Rome, 1852 (prix de Rome)
- Déborah
- Respa, femme de Saül, devant les dépouilles de ses fils, 1856
- La Veuve de Jacob van Artevelde, 1857 (musée de Bruxelles)
- Les Bannis du duc d'Albe, 1856
- La Vocation de sainte Claire
- Les Bourgeois de Gand devant Philippe le Hardi
- La Reine Philippine porte secours aux pauvres de Gand
- Louis XIV reçoit la délégation de la république de Gênes (Maximilianeum de Munich)
- La Visite du comte Philippe d'Alsace à l'hospice Sainte-Marie d'Ypres, 1877 (Städtische Galerie de Dresde)
- Jeanne de Flandre libère les prisonniers pour le Carême de 1214
- Lande à Lüneburg, 1865 (Arlon, Musée Gaspar, Collection de l'Institut Archéologique du Luxembourg[2].

## Quelques élèves

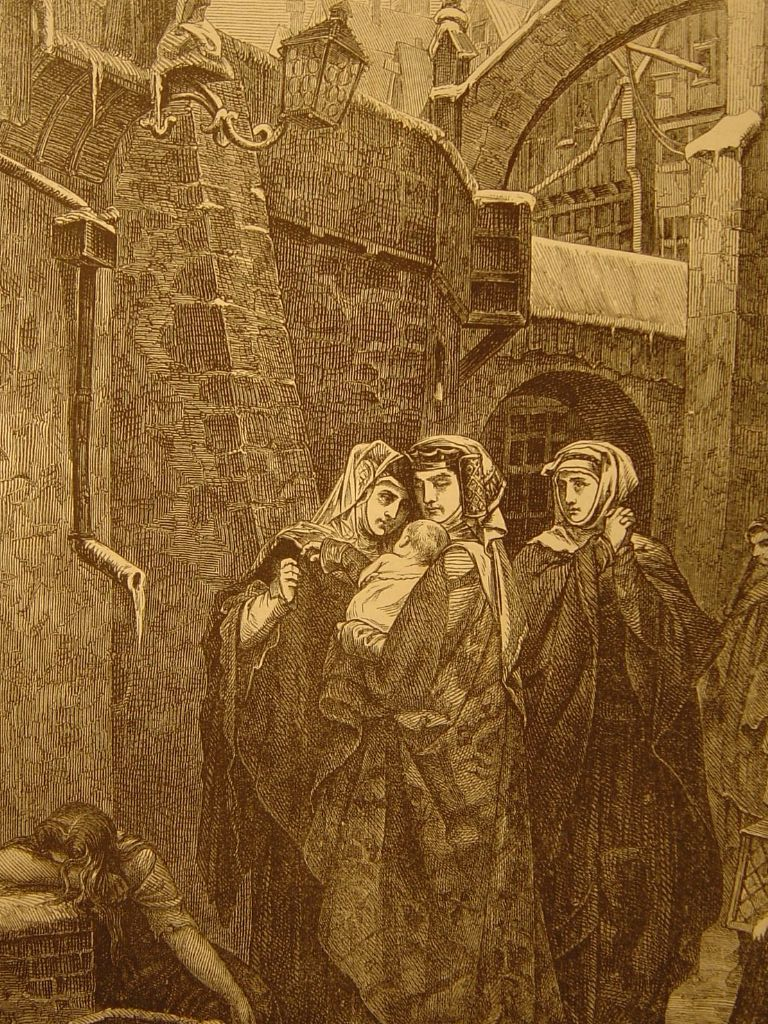
La Famine de 1339 à Gand

- Josef Günther
- Karl Gussow
- Ferdinand von Harrach
- Max Liebermann
- Leon Pohle
- Osmar Schindler
- Robert Sterl
- Paul Thumann
- Oskar Zwintscher

## Honneurs
Ferdinand Pauwels est :
- Commandeur de l'ordre de Léopold (4 mai 1881)[3].